# Lucia Rijker
Lucia Frederica Rijker (Ámsterdam, 6 de diciembre de 1967) es una boxeadora, kickboxer y actriz neerlandesa.
Hija de una madre neerlandesa y un padre originario de Surinam, Rijker ha sido apodada por la prensa y sus adversarios como "la mujer más peligrosa del mundo". Habla cuatro idiomas y es budista, dedica tiempo a la meditación y el canto. En el mundo del boxeo, es apodada The Dutch Destroyer.
A partir de 2004, estaba invicta en el ring; su récord de boxeo es 17-0 (14 K.O.).
Rijker apareció en la portada de numerosas revistas, incluida Inside Kung Fu. Como boxeadora profesional, ganó el título de peso wélter WIBF y ha vencido a peleadoras como Marcela Acuña y Deborah "Sunshine" Fettkether.

## Filmografía
- Star Trek (2009) - Oficial de comunicaciones romulana
- The L Word (2005-2008) - Dusty/entrenadora de Dana (serie de televisión)
- I Love You Mommy (2007) - Grim Reaper
- JAG (2004) - Sargento Marika Hoyos (serie de televisión)
- Million Dollar Baby (2004) - Billie 'La Osa Azul'
- Veronica's Fight Master (2004) - Asesora (serie de televisión)
- Rollerball (2002) - Nº 9 del Equipo Rojo